# Museu Efémero
O Museu Efémero é um museu ao ar livre de arte urbana, situado no Bairro Alto, em Lisboa. O museu, criado em  17 de julho de 2008, oferece um roteiro pela arte urbana do bairro suportado por um audioguia via MP3 player, indicando para obras de estênceis, graffitis, stickers e outros suportes. 
O museu é patrocinado pela Pampero Fundación e faz parte da campanha para o rum Pampero (uma marca venezuelana de rum, pertencente ao grupo Diageo) e foi realizado pela agência de publicidade Leo Burnett Lisboa suportado sobre investigação e trabalho de campo do Movimento Acorda Lisboa.
Para torná-lo num museu, foram contactados os artistas e obteve-se a informação suficiente para gravar um roteiro áudio. Os textos foram gravados em português, inglês e alemão. Para além disso, criou-se um mapa com as peças selecionadas e colocaram-se cartazes a identificar as obras. Cada cartaz contém o título da obra, o nome do artista e o número correspondente no roteiro áudio.
O conceito de arte efémera baseia-se no risco que uma obra que está exposta nas ruas corre de ser danificada. No entanto, quando uma obra desaparece, outra pode estar a nascer.
Uma das novidades é que tudo funciona como uma visita ao Museu. Chegue andando por entre as obras, ouvindo um audioguia. Mas no Museu Efêmero os corredores são as ruas da cidade e as obras são grafites. 
Essa ideia vem de Lisboa: você entra no site, baixa um mapa e um mp3 e sai andando pela cidade. Bela iniciativa que ajuda a diferenciar a arte de rua do vandalismo da pichação. Quem assina a ação é a Leo Burnett Lisboa. Abaixo, a primeira coisa que você ouve quando coloca seus fones.

## Expansão
Quatro meses após a sua estreia, o museu ganhou mais dois agregados, com propostas muito semelhantes a sua. Em 29 de fevereiro de 2008, em Lisboa, mais precisamente nos bairros São Bento e Amoreiras é que começaram a funcionar, da mesma forma que o Museu Efémero. A visita é conduzida por um audioguia e um mapa de localização, baixados via internet e gratuitamente no site do museu.
Vale mencionar que São Bento e Amoreiras são localizações próximas ao Bairro Alto. Ambos os destinos são conhecidos por conterem atrações artísticas, como a Casa/Museu Amália Rodrigues, criada em 2002, para homenagear a fadista portuguesa. 